# Украинска гривна
 Тази статия е за украинската парична единица.  За накита за ръка вижте Гривна.  
Гри́вня или гри́вна (на украински: гривня; МФА: [ˈɦrɪu̯nʲɑ]) е националната парична единица в Украйна, въведена през 1996 г. Назована е така в чест на древноруската гривна – древна парична единица, представляваща отливка от сребро. 1 гривня се равнява на 100 копийки (копейки). Буквен код – UAH. Цифров код – 980. Cъкращение – грн, официален знак – ₴.
От 1 юли 2018 г. Националната банка на Украйна преустановява издаването на монети с деноминации от 1, 2, 5 и 25 копийки. От 1 октомври 2019 г. монетите от 1, 2 и 5 копийки престават да бъдат законно платежно средство в Украйна, а от 1 октомври 2020 г. - и монетите от 25 копийки.

## Монети
- 1 копийка (емисия 1992 г.)
- 2 копийка (емисия 1992 г.)
- 5 копийка (емисия 1992 г.)
- 10 копийка (емисия 1992 г.)
- 25 копийка (емисия 1992 г.)
- 50 копийка (емисия 1992 г.)
- 1 гривна (лицева страна, емисия 2018 г.)
- 1 гривна (обратна страна, емисия 2018 г.)
- 2 гривни (лицева страна, емисия 2018 г.)
- 2 гривни (обратна страна, емисия 2018 г.)
- 5 гривни (лицева страна, емисия 2018 г.)
- 5 гривни (обратна страна, емисия 2018 г.)
- 10 гривни (лицева страна, емисия 2018 г.)
- 10 гривни (обратна страна, емисия 2018 г.)

## Банкноти
- 20 гривни (лицева страна, емисия от 2018 г.)
- 20 гривни (обратна страна, емисия от 2018 г.)
- 50 гривни (лицева страна, емисия от 2019 г.)
- 50 гривни (обратна страна, емисия от 2019 г.)
- 100 гривни (лицева страна, емисия от 2019 г.)
- 100 гривни (обратна страна, емисия от 2019 г.)
- 200 гривни (лицева страна, емисия от 2020 г.)
- 200 гривни (обратна страна, емисия от 2020 г.)
- 500 гривни (лицева страна, емисия от 2021 г.)
- 500 гривни (обратна страна, емисия от 2021 г.)
- 1000 гривни (лицева страна, емисия от 2019 г.)
- 1000 гривни (обратна страна, емисия от 2019 г.)